# Les Portes de la nuit
Les Portes de la nuit is een Franse dramafilm uit 1946 onder regie van Marcel Carné. Destijds werd de film uitgebracht onder de titel De poorten van de nacht.
Voor deze film werkten Carné en Jacques Prévert voor het laatst officieel samen.

## Verhaal
De verzetsstrijder Jean Diego ontmoet vlak na de oorlog een zwerver in Parijs. Die voorspelt hem dat hij een mooie vrouw zal leren kennen, maar dat die ontmoeting onvoorziene gevolgen zal hebben. Hij maakt die avond ook daadwerkelijk kennis met de bevallige Malou. Haar broer Guy blijkt met de Duitsers te hebben gecollaboreerd. Hij was zelfs de persoon die een vriend van Diego verried aan de Gestapo.

## Rolverdeling
| Acteur            | Personage          | Beschrijving                     |
| ----------------- | ------------------ | -------------------------------- |
| Pierre Brasseur   | Georges            | de echtgenoot van Malou          |
| Serge Reggiani    | Guy Sénéchal       | de zoon van mijnheer Sénéchal    |
| Yves Montand      | Jean Diego         |                                  |
| Nathalie Nattier  | Malou              | de dochter van mijnheer Sénéchal |
| Jean Vilar        |                    | de zwerver                       |
| Raymond Bussières | Raymond Lécuyer    |                                  |
| Sylvia Bataille   | Claire Lécuyer     | de vrouw van Raymond             |
| Saturnin Fabre    | mijnheer Sénéchal  |                                  |
| Jane Marken       | mevrouw Germaine   |                                  |
| Dany Robin        | Étiennette         | dochter van Quinquina            |
| Gabrielle Fontan  |                    | de oude vrouw                    |
| Christian Simon   | Cricri Lécuyer     | de zoon van Raymond en Claire    |
| Jean Maxime       |                    | de geliefde van Étiennette       |
| Fabien Loris      |                    | de straatzanger                  |
| René Blancard     |                    | een uurman                       |
| Mady Berry        | mevrouw Quinquina  |                                  |
| Julien Carette    | mijnheer Quinquina | de buur van Sénéchal             |